# Die Witwen von Broome
Die Witwen von Broome, in der englischsprachigen Originalfassung: The Widows of Broome, ist ein Kriminalroman des australischen Schriftstellers Arthur W. Upfield und der vierzehnte, in dem er den Detektiv „Bony“ ermitteln lässt.

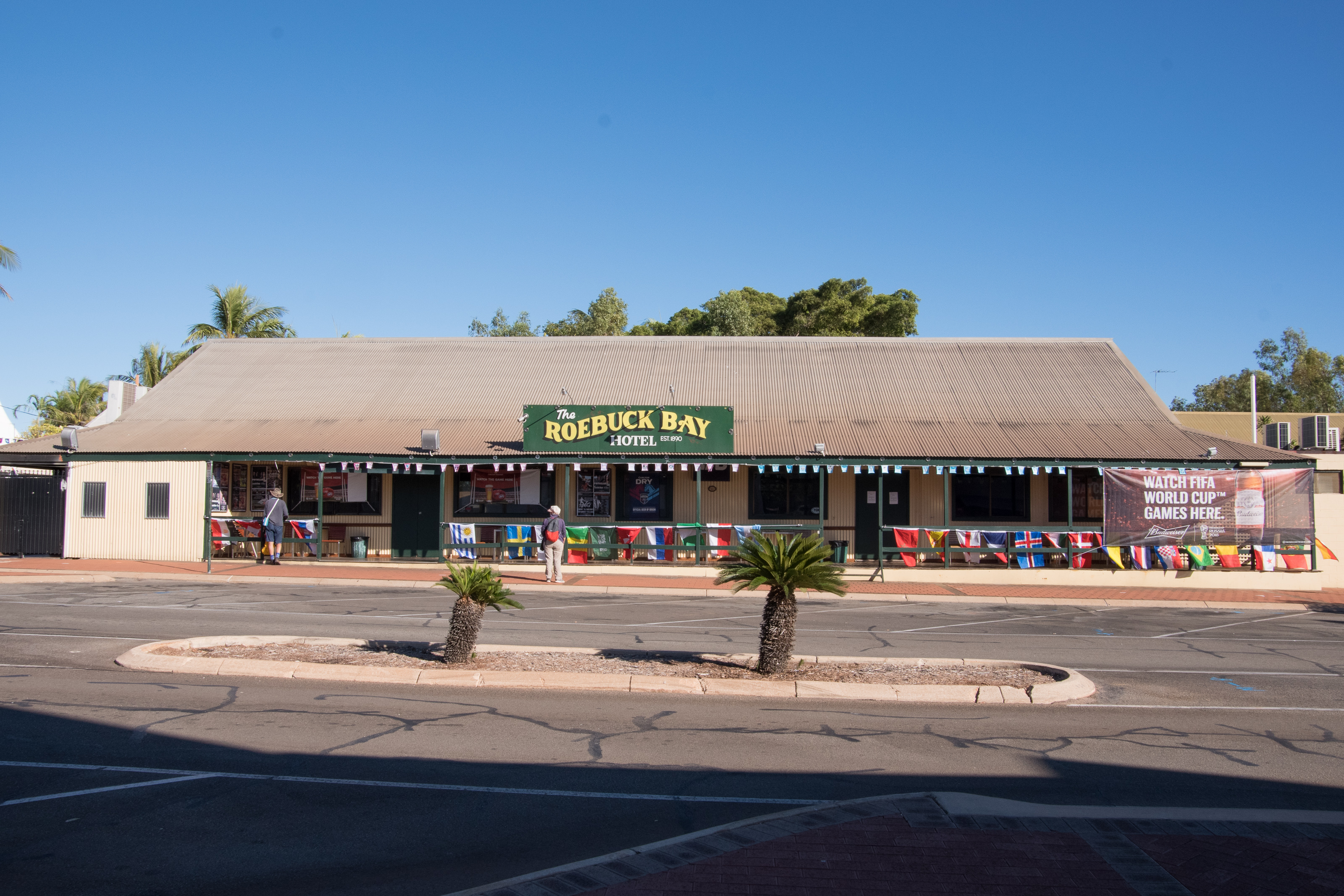
Hotel in Broome

## Kontexte
Der Roman spielt im Winter 1949 oder 1950. Ort der Handlung ist die Stadt Broome am Indischen Ozean, im Norden Westaustraliens. Vor dem Zweiten Weltkrieg ein Zentrum der Perlenfischerei, ist der Ort nach dem Zusammenbruch des Marktes für Perlen durch den Krieg nun ein verschlafenes Nest, in dem jeder jeden zu kennen meint.
1948 führte Arthur W. Upfield eine Expedition der Zeitschrift Australian Geographic über 8.000 km durch den Nordwesten Australiens, wobei er auch Broome besuchte. Es ist der erste Roman, den Arthur W. Upfield in Westaustralien spielen lässt.

## Personen

### Ermittler
Bony, der zur Polizei von Queensland gehört, wird diesmal an die Polizei von Westaustralien ausgeliehen, nachdem in Broome nacheinander zwei Witwen ermordet wurden, ohne dass der Täter Spuren hinterließ. Bony operiert unter dem Pseudonym „Mr. Knapp“ – was auch schon in anderen Romanen der Fall war –, gibt sich als Freund der Familie des örtlichen Polizeichefs aus, wohnt bei ihm und nimmt an dessen Familienleben teil.
Örtlicher Polizeichef ist Inspektor Henry Walters. Er ist verheiratet und hat zwei Kinder, den 14-jährigen Keith und die 13-jährige Nanette. Keith besucht das örtliche Cave Hill College. Dessen Direktor ist Sylvester Rose, der für Jungen in der Pubertät mehr Verständnis aufbringt als der Polizeichef.
Zu dem Polizeiteam in Broome gehören außerdem noch Sergeant Sawtell, Constable Clifford und der Aborigine-Spurenleser Abbie.

### Die anderen
Zum Personal des Romans gehören zahlreiche Einwohner von Broome. Zwei davon, beide Witwen, Elsie Cotton, eine Hotelbesitzerin, und Jean Eltham, eine Dame etwas zweifelhaften Rufs, wurden in den beiden vorangegangenen Monaten erdrosselt. Mr. Dickenson, ein von sozialem Absturz und Alkoholismus betroffener Bewohner des Ortes – nichtsdestoweniger ein scharfer Beobachter – wird zum Hilfsermittler für Bony.

## Handlung
Das Hauptproblem, vor dem Bony steht, als er nach dem zweiten Mord seine Ermittlungen aufnimmt, ist, dass der Täter keine Spuren hinterlassen hat, und die einzige Gemeinsamkeit, die die Taten aufweisen, der Witwenstand der Opfer ist. Ein Motiv ist nicht erkennbar. Bevor die Ermittler weiterkommen, wird eine dritte Witwe erdrosselt. In Zusammenarbeit mit einer weiteren mutigen Witwe von Broome stellt Bony dem Täter eine Falle. Hintergrund der Handlung ist die Gedankenwelt des „respektablen“ Bürgertums der Kleinstadt und was sich in dieser Gedankenwelt so alles versteckt.

## Ausgaben
- Soweit nicht anders angegeben, stammen die nachfolgenden Angaben zu den englischsprachigen Ausgaben aus dem Katalog der Australischen Nationalbibliothek.[6]
  - Doubleday, Garden City (New York) 1950.
  - Heinemann, London 1951.
  - Penguin Books, Harmondsworth, England 1962.
  - Heinemann, London 1967.
  - Angus & Robertson, Cremorne (N.S.W) 1972. ISBN 0-207-12567-8
  - Charles Scribner’s Sons, New York 1978. ISBN 0-684-18389-7[7]
  - Ulverscroft, Leicester 1980. ISBN 0-7089-0490-4
  - Angus & Robertson, London 1981. ISBN 0-207-14681-0
  - Charles Scribner’s Sons, New York 1985.[8]
  - Eden, North Ryde, N.S.W. 1988. ISBN 0-207-15847-9
  - Angus & Robertson, Sydney 1994 (Ausgabe für Hinkler Book Distributors). ISBN 0-207-18616-2
  - ETT Imprint, Exile Bay (New South Wales) 2020. ISBN 978-0-6487390-6-7
  - ETT Imprint, Royal Exchange, NSW 2020. ISBN 978-1-922384-57-7. (E-Book)

- Deutschsprachige Ausgaben erschienen unter dem Titel Die Witwen von Broome.[9]
  - Goldmanns Kriminal-Romane 118. Goldmann, München 1956.
  - Goldmanns Taschen-Krimi 142. Goldmann, München 1958.
  - Goldmann (3. Aufl.) / Krimi-Verl., München / Wollerau (Schweiz) 1973. ISBN 3-442-00142-0
  - Goldmann-rote-Krimi 142. Goldmann / Krimi-Verl., München / Wollerau (Schweiz) 1974. ISBN 3-442-00142-0
  - Goldmann-rote-Krimi 142. Goldmann / Krimi-Verl., München / Wollerau (Schweiz) 1977. ISBN 3-442-00142-0
  - Goldmann-rote-Krimi 142 (6. Auflage). Goldmann, München 1976. ISBN 3-442-00142-0
  - Goldmann-rote-Krimi 142 / Rote Krimi (7. Auflage). Goldmann, München 1980. ISBN 3-442-00142-0
  - Tholenaar, Düsseldorf 1980. ISBN 978-3-88621-024-4 (Großdruck)
  - Goldmann 6228, 1. Auflage. Goldmann, München 1986. ISBN 3-442-06228-4
  - Goldmann-Krimi 142, 8. Auflage. Goldmann, München 1994. ISBN 978-3-442-00142-2
  - Goldmann, München 2000. ISBN 978-3-442-00142-2

- Die Ausgaben in Französisch erschienen unter dem Titel: Les veuves de Broome.
  - Editions 10×18, 1995. ISBN 978-2-264-02202-8.[10]
  - Editions 10×18, 1996. ISBN 2-264-02202-7.[11]
  - ETT Imprint, Royal Exhange, NSW, 2024. ISBN 978-1-923024-99-1[12]